# Lorenzo Pucci

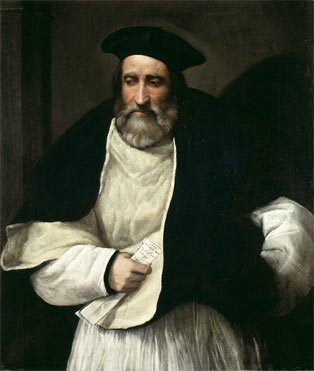
Lorenzo Pucci, Gemälde von Parmigianino (ca. 1529/30)

Lorenzo Pucci (* 18. August 1458 in Florenz; † 16. September 1531 in Rom) war ein Kardinal der Römischen Kirche.

## Leben und Wirken

Kardinalswappen

Pucci entstammte einem alten florentiner Geschlecht. Er wurde als Sohn von Antonio Pucci und dessen Frau Piera (geborene Minetti) in Florenz geboren und erwarb den Grad des Doktors beider Rechte. Er war zunächst als Professor der Rechte an der Universität Pisa tätig. Pucci war ein enger Vertrauter der Familie Medici, so habe er sich beispielsweise am 21. März 1497 mit Federico Sanseverino und Piero di Lorenzo de’ Medici in Leonardo Bartolinis Haus zu gemeinsamen Beratungen getroffen. Zudem habe Pucci im Jahr 1494 sogar betont, dass er und seine Brüder „[…] einen Gott im Himmel und einen Herrn auf Erden [hätten], welcher der Magnifico Piero [de’ Medici] sei.“
Bereits im Jahr 1492 wurde er Abbreviator de parco maiori und von 1498 bis 1504 war er Korrektor der Bullen. Anschließend wurde er zunächst Kammerkleriker und wurde 1509 in das Amt des Summators erhoben, der Einfluss darauf hatte, ob von der Kanzlei abgelehnte Bullen vom Papst genehmigt wurden. Mit dem Amt als Datar (1510 bis 1513), der für die Vergabe von Pfründen zuständig war, war er noch unter Papst Julius II. einer der mächtigsten Männer der römischen Kurie. Er nahm 1512 am Fünften Laterankonzil teil.
Pucci war Bischof von Melfi. Papst Leo X. ernannte Pucci am 23. September 1513 zum Kardinalpriester der Titelkirche Santi Quattro Coronati. Pucci gilt als derjenige, der als erstes die Möglichkeit der Nutzung der Ablasszahlungen als Einnahmequelle für die Kirche erkannte. Er war Bruder des Kardinals Roberto Pucci und Onkel des Kardinals Antonio Pucci.
Beigesetzt ist er in Santa Maria sopra Minerva in Rom. Im Wappen führten die Puccis einen sogenannten „Mohrenkopf“, da sie ihre Stammlinie auf das Geschlecht der Sarazenen zurückführten.